# Cytheropteron siphocaudatum
Cytheropteron siphocaudatum is een mosselkreeftjessoort uit de familie van de Cytheruridae. De wetenschappelijke naam van de soort is voor het eerst geldig gepubliceerd in 1988 door Hartmann.